# Aniseres pallipes
Aniseres pallipes là một loài tò vò trong họ Ichneumonidae.